# Kinesisk skenkamelia
Kinesisk skenkamelia,  Stewartia sinensis är en tvåhjärtbladig växtart som beskrevs av Alfred Rehder och E.H. Wilson. Stewartia sinensis ingår i släktet Stewartia och familjen Theaceae.

## Underarter
Arten delas in i följande underarter:
- S. s. acutisepala
- S. s. brevicalyx
- S. s. shensiensis

## Bildgalleri

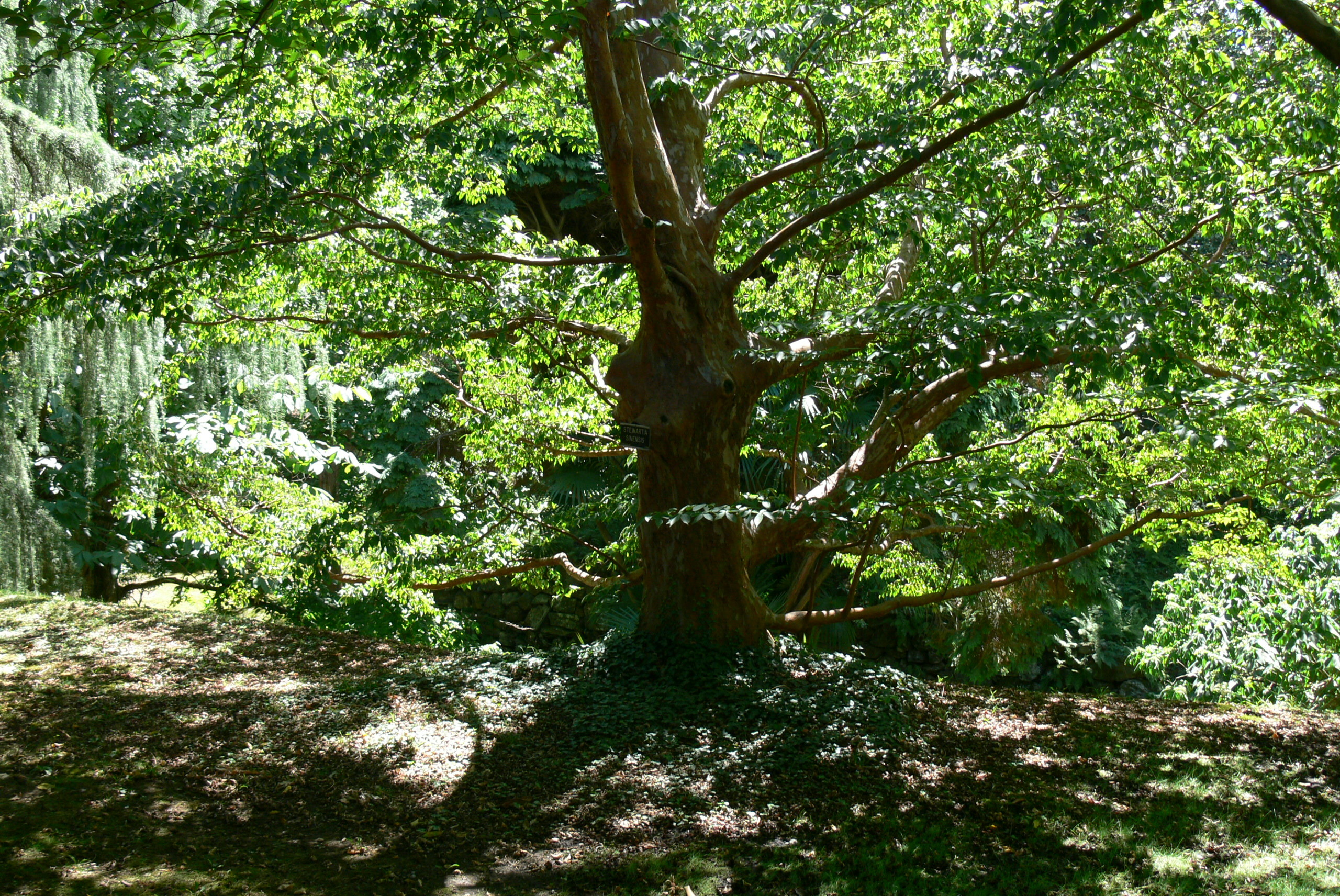
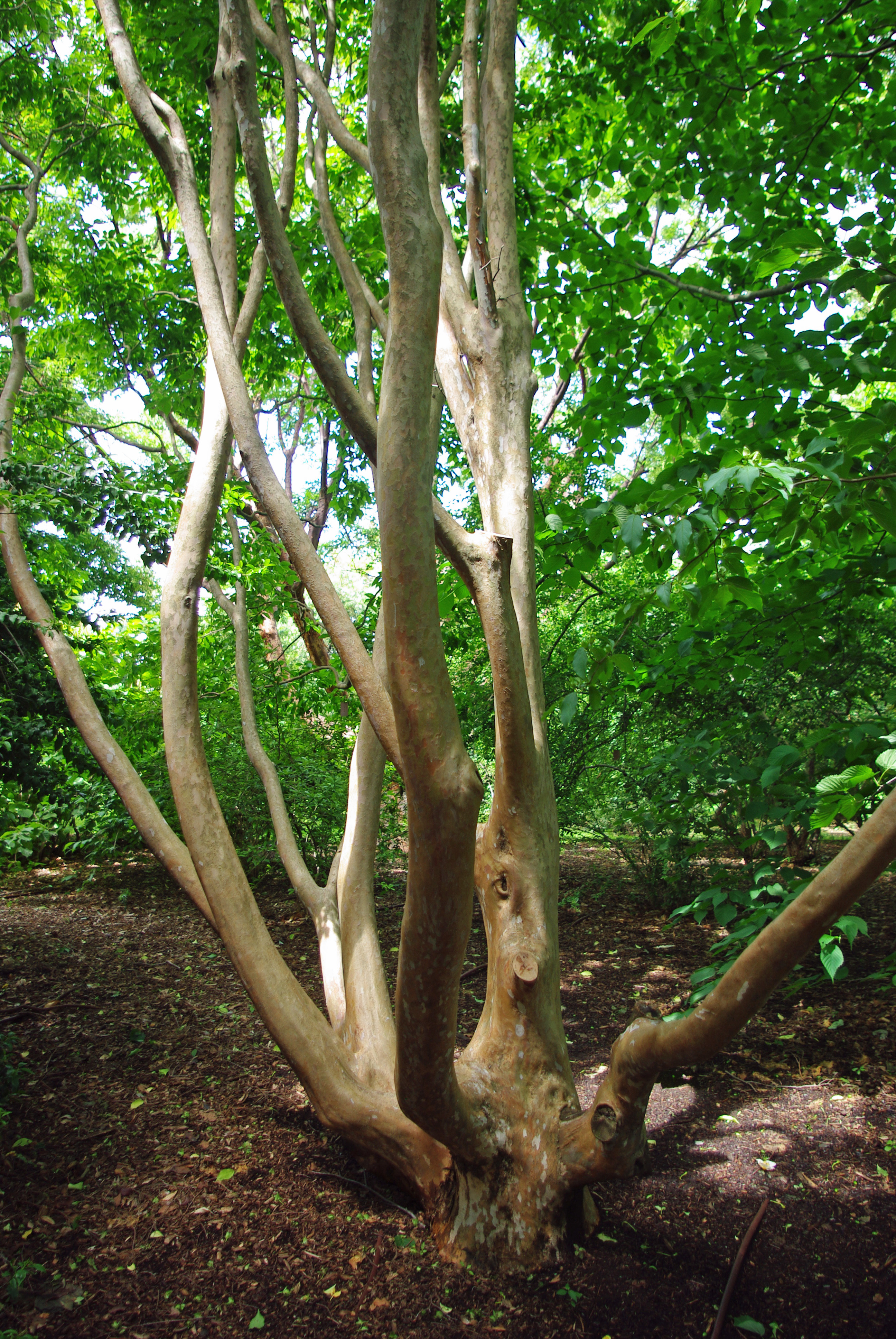
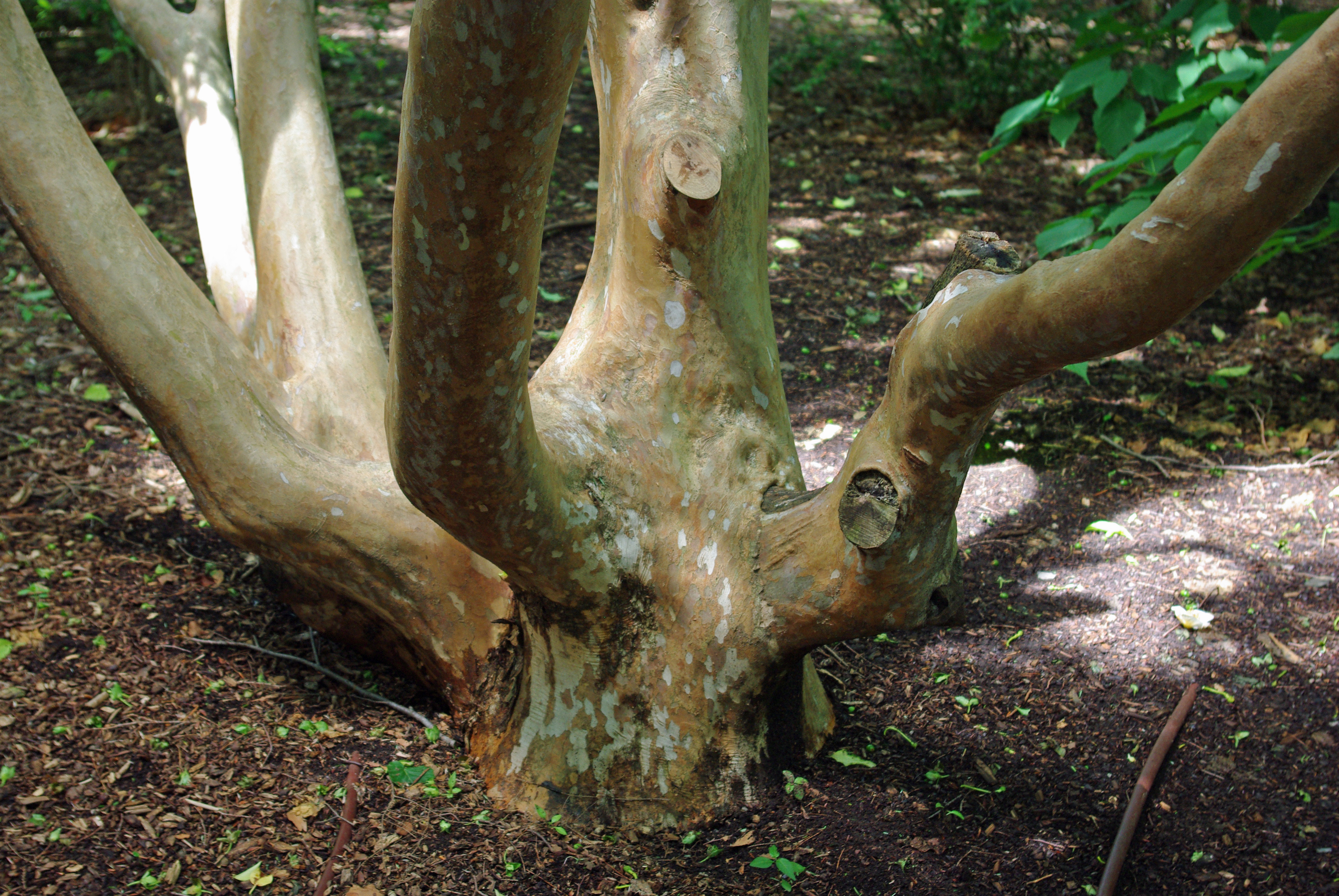
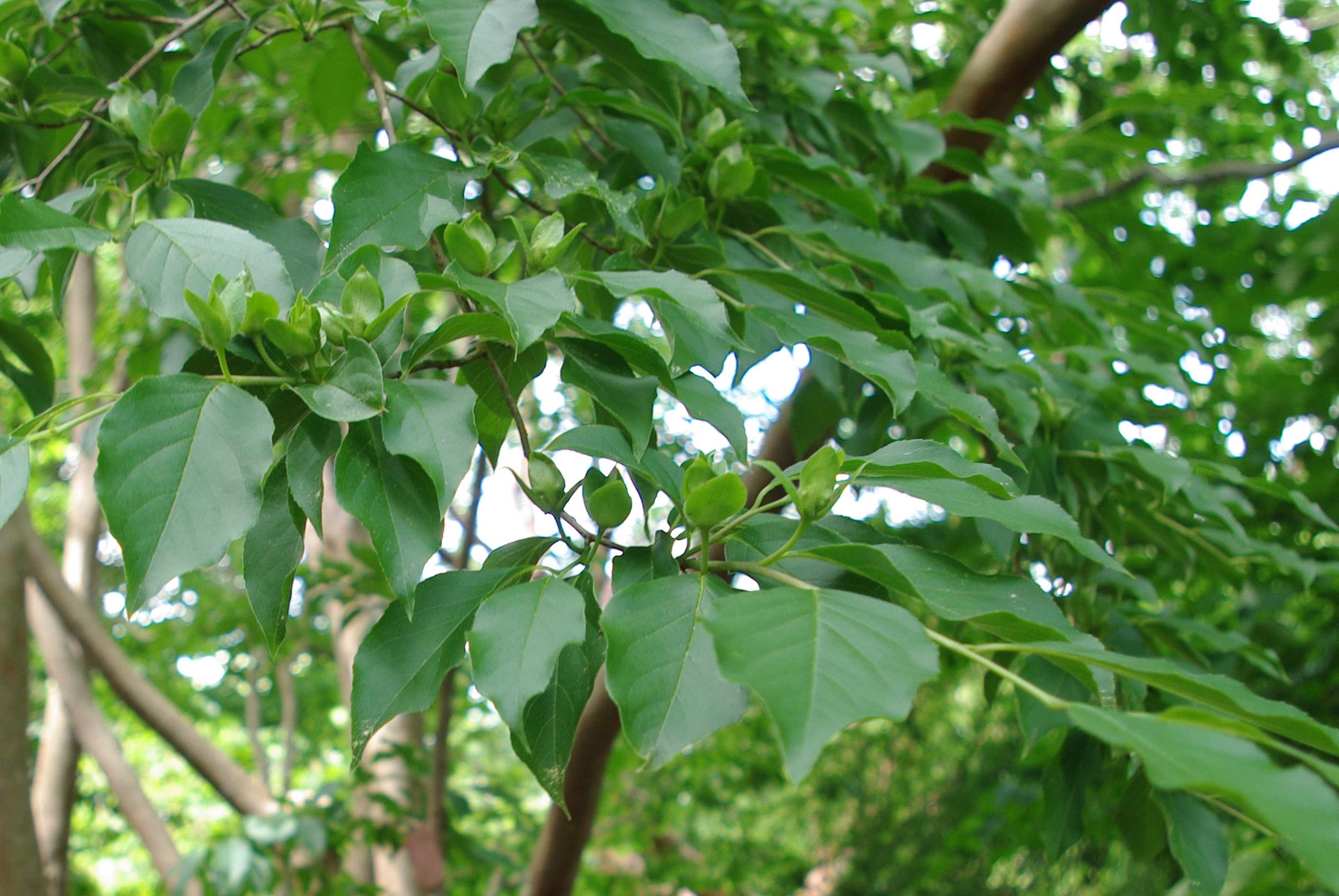